# Nagygáj
Nagygáj (szerbül Велики Гај / Veliki Gaj, németül Groß Gaj) falu Szerbiában, a Vajdaságban, a Dél-bánsági körzetben, Zichyfalva községben.

## Fekvése

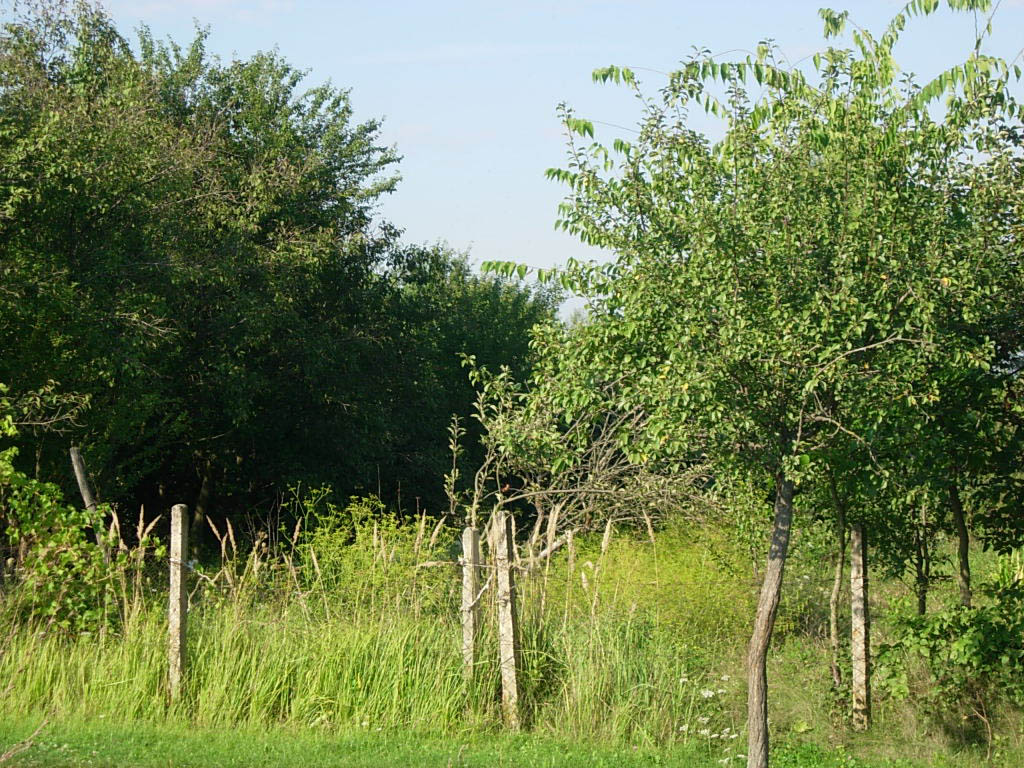
A lerombolt katolikus templom helye

Zichyfalvától 7 km-re északkeletre, a román határ mellett fekszik.

## Története
Első írásos emlék 1355-ből való Gaj néven.
1811-ben katolikus németeket telepítettek le itt. A római katolikus templomot 1855-ben építették fel. 1888-ban Malenitzfalvát csatolták hozzá.  A trianoni békeszerződésig Torontál vármegye Bánlaki járásához tartozott.
1944-ben a németeket elhurcolták, az 50-es években a templomot is lerombolták.

## Népesség

### Demográfiai változások
| 1948 | 1953 | 1961 | 1971 | 1981 | 1991 | 2002 | 2011 |
| ---- | ---- | ---- | ---- | ---- | ---- | ---- | ---- |
| 1688 | 1546 | 1532 | 1308 | 1039 | 898  | 790  | 560  |